# Gottfried Buschbell
Karl Gottfried Werner Buschbell (* 13. Juli 1872 in Giesenkirchen; † 10. November 1946 in Krefeld) war ein deutscher Bibliothekar.

## Leben
Buschbell studierte Geschichte und Deutsche Philologie in Bonn, Münster und Berlin. 1896 wurde er promoviert, ein Jahr später legte er sein Staatsexamen ab. Die Zeit von 1898 bis 1900 brachte er mit einem Studienaufenthalt in Italien zu. Von 1900 bis 1921 war Buschbell als Studienrat tätig. Erst nach der Tätigkeit als Lehrer wurde Buschbell 1921 Direktor der Stadtbibliothek Krefeld. Hier baute er insbesondere den Bestand an wissenschaftlicher Literatur über die Stadt Krefeld und das Niederrhein-Gebiet aus. Für die Görres-Gesellschaft gab Buschbell einen Teil des Concilium Tridentinum heraus. Er verfasste daneben zahlreiche Werke zur Geschichte der Stadt Krefeld und der Region Krefeld.

## Veröffentlichungen
- Die Professiones fidei der Päpste: eine kirchenrechtliche Untersuchung. In: Römische Quartalschrift für christliche Altertumskunde und für Kirchengeschichte, Bd. 10 (1896), S. 7–82 und S. 421–450 (Münster, Univ., Phil. Diss., 1896).
- Zu den Pseudonymen in Druffel-Brandis Monumenta Tridentina. In: Historisches Jahrbuch, Bd. 21 (1900), S. 414–434.
- Die römische Ueberlieferung der Professiones Fidei der Päpste. In: Römische Quartalschrift für christliche Altertumskunde und Kirchengeschichte, Bd. 14 (1900), S. 131–136.
- Zur Biographie des Justus Calvinus (Baronius) Veteracastrensis. In: Historisches Jahrbuch, Bd. 22 (1901), S. 298–316.
- Ein Schreiben des Bischofs von Chur, Johannes Pflug von Aspermont, an den Kardinal Bellarmin über die Wirren in seiner Diözese, aus dem Jahre 1621: nebst Bellarmins Antwort. In: Römische Quartalschrift für christliche Altertumskunde und Kirchengeschichte. Bd. 15 (1901), S. 327–334.
- Aus Bellarmins Jugend: nach bisher ungedruckten und unbenutzten Familienbriefen. In: Historisches Jahrbuch. Bd. 23 (1902), S. 52–75.
- Das vatikanische Archiv und die Bedeutung seiner Erschließung durch Papst Leo XIII. Breer & Thiemann, Hamm i. W. 1903 (Frankfurter zeitgemäße Broschüren; N.F., 22,12).
- Hrsg. zusammen mit Max von Droste: Festgabe enthaltend vornehmlich vorreformationsgeschichtliche Forschungen: Heinrich Finke zum 7. August 1904 gewidmet. Aschendorff, Münster i. W. 1904.
- Reformation und Inquisition in Italien um die Mitte des XVI. Jahrhunderts. Schöningh, Paderborn 1910 (Quellen und Forschungen aus dem Gebiete der Geschichte; 13).
- Papsttum und Untergang des Templerordens. In: Historisches Jahrbuch, Bd. 32 (1911), S. 547–561.
- Abhandlungen der Herren Buschbell, Engert, Kalt, Kirsch, Mohler. Bachem, Köln 1921 (Vereinsschrift / Görres-Gesellschaft zur Pflege der Wissenschaft im Katholischen Deutschland; 1921,3).
- Selbstbezeugungen des Kardinals Bellarmin: Beiträge zur Bellarminforschung. Aker, Krumbach 1924 (Untersuchungen zur Geschichte und Kultur des sechzehnten und siebzehnten Jahrhunderts; 1).
- Hrsg.: Briefe von Johannes und Olaus Magnus, den letzten katholischen Erzbischöfen von Upsala. Norstedt, Stockholm 1932 (Historiska handlingar; 28,3).
- Die Instruktion der kaiserlichen Bevollmächtigten in Rom (Kardinal von Trient und Diego Hurtado de Mendoza) für Aurelio Cattaneo ; (17. Dezember 1547). In: Quellen und Forschungen aus italienischen Archiven und Bibliotheken, Bd. 23 (1932), S. 218–241.
- Die Sendungen des Pedro de Marquina an den Hof Karls V. im September-Dezember 1545 und September 1546. In: Spanische Forschungen der Görresgesellschaft ; R. 1 Gesammelte Aufsätze zur Kulturgeschichte Spaniens, Bd. 4 (1933), S. 311–353.
- Bearb.: Das Tagebuch des Abraham ter Meer (1758–1769). Zelt-Verlag, Krefeld 1936.
- Ein Ürdinger Tagebuch aus der Franzosenzeit. In: Annalen des Historischen Vereins für den Niederrhein, insbesondere das Alte Erzbistum Köln / Historischer Verein für den Niederrhein, insbesondere das Alte Erzbistum Köln, Bd. 137 (1940), S. 135–153 (Digitalisat).
- Geschichte der Stadt Krefeld. 2 Bde., Staufen-Verlag, Krefeld, 1953–1954.